# クリスティアン・パレデス
クリスティアン・ファビアン・パレデス・マシエル（Cristhian Fabián Paredes Maciel , 1998年5月18日 - ）は、パラグアイ・ヤグアロン出身のプロサッカー選手。メジャーリーグサッカーのポートランド・ティンバーズに所属している。ポジションはMF。

## 来歴
2016年1月24日に、国内リーグパラグアイ・プリメーラ・ディビシオンの対オリンピア・アスンシオン戦で、プロデビュー戦をスタメン出場で飾り、2-1で勝利。5月9日のヘネラル・カバジェロ戦で、プロ初ゴールを決めるなど、2016年シーズンは30試合に出場、4ゴールを決めた。同年12月には、メキシコのクラブ・アメリカに移籍するも、試合出場を得られなかった。
2018年2月2日、メジャーリーグサッカーのポートランド・ティンバーズにローン移籍で加入したことが発表された。

## パラグアイ代表
2015年にチリで開催された2015 FIFA U-17ワールドカップに、U-17パラグアイ代表の一員として出場。2017年にフル代表デビューを果たした。